# 이응선
이응선(1934년 5월 3일~)은 대한민국의 정치인이다. 제13·15대 국회의원을 지냈다.

## 학력
- 경기고등학교 졸업
- 서울대학교 건축공학 학사
- 일리노이 대학교 대학원 건축공학 석사

## 경력
- 제13·15대 국회의원
- 삼광글라스 명예회장

## 역대 선거 결과
|  | 43.40% |

|  | 36.19% |

|  | 31.70% |